# Маюрбхандж
Маюрбхандж (англ. Mayurbhanj) — округ в индийском штате Орисса. Административный центр — город Барипада. Площадь округа — 10 418 км². По данным всеиндийской переписи 2001 года население округа составляло 2 223 456 человек. Уровень грамотности взрослого населения составлял 51,9 %, что ниже среднеиндийского уровня (59,5 %). Доля городского населения составляла 7 %.